# محوطه سیل حمیل ۳
محوطه سیل حمیل ۳ در شهرستان گیلانغرب، بخش گواور، دهستان گواور، ۱۳۰۰ متری غرب روستای انجیردرمیان واقع شده و این اثر در تاریخ ۲۷ اسفند ۱۳۸۶ با شمارهٔ ثبت ۲۲۳۳۰ به‌عنوان یکی از آثار ملی ایران به ثبت رسیده است.